# 福島県立福島高等学校
福島県立福島高等学校（ふくしまけんりつ ふくしまこうとうがっこう）は、福島県福島市森合町に所在する県立高等学校。通称「福高（ふくこう・ふっこう）」。私立の松韻学園福島高等学校（学法福島）と区別するため、「県立福島」「福島・県立」の略称も用いられる。

## 概要
歴史
1898年（明治31年）に開校した「福島第三尋常中学校」（旧制中学校）を前身とする。1948年（昭和23年）の学制改革により新制高等学校となった。長く男子校であったが、2003年（平成15年）に男女共学を開始。2018年（平成30年）に創立120周年を迎えた。
設置課程・学科
全日制課程 普通科（7クラス・セメスター制）
校訓（梅章のおしえ）
「清らかであれ　勉励せよ　世のためたれ」
教育目標
世界のなかの日本人として高い理想を掲げ、豊かな徳性を備え、広く深い知性と健やかな心身をもつ有為な人材を育成する。
校章
梅の花弁の絵を背景にして中央に「高」の文字を置いている。
- 由来　-　梅はよく厳寒風雪に耐え百花に先駆けて開き、その高尚優美な姿を示す。また、果実は広く薬用として人類のために役立つ。さらに梅花は学問の神として信仰を集めてきた天神の象徴である。

(副章)
　生徒手帳に「校章は梅章、副章は金線」と明記した時代があった。
- 由来　-　  旧制中学が廃止となり、1948年(昭和23年)に新制福島高校が開設された際に、一本だった学帽の金線が二本に取り替えられた。以降、金線二本が入った学帽は男子校時代の福高生の象徴であった。

校歌
作詞は土井晩翠、作曲は中田章による。歌詞は5番まであるが、学校行事や式典で歌われるのは2番までで、3番以降が歌われることは滅多にない。1番と5番には、校名の「福島高校」が登場する。
應援歌
福高生は入学直後、應援團より應援歌講習を受ける。当初は受講者は基本的に下駄を着用し、直立不動で受講するものとされた。男子應援團員が皆無の年度は、部活動員や女子團員（チアリーダー）などが行っている。2005年度以降は放課後のみ、音楽系・運動系の部活動員を中心とした講習となっていたが、2007年から復活。2000年代前半に應援團による行事関連で問題が発生していたことを受け、團員・生徒会・教職員等による綿密な会議を経て、2013年度からは4年ぶりに復活した男子應援團主導で行われた。
- 主な應援歌の題目 - 「北の都に」・「捷の曲（あかざの香）」・「恨を呑んで」・「快刀乱麻」・「河畔城頭」・「駘蕩春の」・「ダンチョネ節」・「ステテコ節」

スクールカラー
「赤誠」「誠実」を表すエンジ色
シンボル
- 梅花 - 校章となっている。2014年2月には、梅の名所で有名な太宰府天満宮(福岡県太宰府市)より5本の梅の若木が寄贈された。
- 心字の池水 - 正式名称は「不忘の池」。1908年（明治41年）、当時の皇太子（大正天皇）の訪問を記念し、生徒達によって造られた。以来、学校のシンボルとなり、校歌にも歌われている。
- ケヤキの大樹 - 校庭にあり、福高の過去・現在・未来を見守っている。

同窓会
「梅苑会」（ばいえんかい）と称し、同窓会誌「梅苑会報」を発行。事務局の他に「関東梅苑会」と「みやぎ梅苑会」がある。

## 沿革
旧制中学校時代
- 1898年（明治31年）
  - 4月 - 信夫郡清水村大字森合字養山の福島第一尋常高等小学校[1] 内に「福島県第三[2]尋常中学校」が開校。
    - 入学資格を高等小学校2年修了程度の12歳以上の男子、修業年限を5年（現在の中学1年から高校2年に相当）とする。

  - 5月1日 - 授業を開始。
  - 6月27日 - 梅花の校章を制定。
- 1900年（明治33年）4月1日 - 中学校令の改正により、「福島県第三[2]中学校」と改称（「尋常」が除かれる）。 独立校舎が完成し移転を完了。
- 1901年（明治34年）
  - 4月1日 - 「福島県福島中学校」と改称。
  - 4月27日 - 「福島県立福島中学校」と改称（県の後に「立」が付される）。
- 1902年（明治35年）10月30日 - スクールカラーをえんじ色とする。
- 1903年（明治36年）3月 - 校友会誌「志のふ草」第1号発行。
- 1908年（明治41年）4月1日 - 義務教育年限の延長（4年から6年）により、入学資格が尋常小学校（6年）卒業程度に変更となる。
- 1923年（大正12年） - 中学創立25周年記念事業の一環として、それまでの校歌「我等が歌」に変えて新校歌を制定。
- 1941年（昭和16年）4月1日 - 国民学校令の施行により、入学資格が国民学校初等科（6年）卒業程度に変更となる。
- 1942年（昭和17年） - 磯尾哲夫主任らによる英語教授法「福島プラン」の功績により英語部が岡倉英語教育賞を受賞。
- 1943年（昭和18年）
  - 3月 - 校友会誌「信夫草」45号にて廃刊。
  - 4月1日 - 中等学校令の施行により、この年の入学生から修業年限が4年（現在の中学1年から高校1年に相当）となる。
- 1944年（昭和19年）- 勤労動員が開始。
- 1945年（昭和20年）
  - 3月 - 4年生（1941年（昭和16年）入学生）と5年生（1940年（昭和15年）入学生）の合同卒業式を挙行。
    - 教育ニ関スル戦時非常措置方策により中等学校令施行前の入学生にも修業年限4年が適用されたため。

  - 4月1日 - 学校での授業を停止。ただし勤労動員は継続。
  - 9月 - 終戦により、授業を再開。
- 1946年（昭和21年）4月1日 - 修業年限が5年となる（4年修了時点で卒業することもできた）。
- 1947年（昭和22年）4月1日 - 学制改革（六・三制の実施）が行われる。
  - 旧制中学校の生徒募集を停止。
  - 新制中学校を併設し（以下・併設中学校）、旧制中学校1・2年修了者を新制中学校2・3年生として収容。
  - 併設中学校は経過措置としてあくまで暫定的に設置されたため、新たに生徒募集は行われず、在校生が2・3年生のみの中学校であった。
  - 旧制中学校3・4年修了者はそのまま在籍し、旧制中学4・5年生となった（4年修了時点で卒業することもできた）。

新制高等学校
- 1948年（昭和23年）
  - 4月1日 - 学制改革（六・三・三制の実施）により、旧制中学校は廃止され、新制高等学校「福島県立福島高等学校」（男子校）が発足。
    - 通常制普通課程（現・全日制課程普通科）を設置。修業年限を3年とする。
    - 旧制中学卒業生（5年修了者）の希望者を新制高校3年生、旧制中学4年修了者を新制高校2年生、併設中学校卒業生（3年修了者）を新制高校1年生として収容。
    - 併設中学校は継承され（名称:福島県立福島高等学校併設中学校）、1946年（昭和21年）に旧制中学校へ最後に入学した3年生のみとなる。

  - 5月 - 通信教育部を設置。
  - 6月 - 小学校教員不足のため、福島県福島臨時教員養成所が設置される（年度末に廃止）。
- 1949年（昭和24年）3月31日 - 併設中学校を廃止。
- 1958年（昭和33年）
  - 3月 - 独立図書館が完成。
  - 4月1日 - 福島県立福島工業高等学校から飯坂第二部が移管される。
- 1960年（昭和35年）3月31日 - 飯坂第二部が分離し、福島県立飯坂高等学校として独立。
- 1961年（昭和36年）10月31日 - 通信教育部が通信制課程とする。
- 1968年（昭和43年）3月1日 - 卒業式の送辞を利用して在校生が激しい政府批判を行う[3]。
- 1969年（昭和44年）
  - 4月1日 - 通信制課程が分離し、福島県立福島中央高等学校として独立。
  - 11月 - 同窓会より同窓会館「梅苑会館」が寄贈される。
- 1978年（昭和53年） 
  - 2月 - 生徒会会誌「しのぶ草」が復刊。
- 1980年（昭和55年）3月 - 梅苑図書館が完成。
- 1995年（平成7年）3月 - 武道館・家庭科総合実習室が完成。
- 1999年（平成11年）2月 - 新・梅苑会館が完成。
- 1998年（平成10年）9月 - 創立100周年記念式典を挙行。
- 2003年（平成15年）4月1日 - 男女共学を開始。
- 2007年（平成19年）4月1日 - 文部科学省よりスーパーサイエンスハイスクール（SSH）に指定される（第1期・5年間）。
- 2011年（平成23年）
  - 3月11日 - 東日本大震災の発生により、被災。校舎第3・4棟、第1体育館壁面破損、理科教材等が損害を被った。同日、避難所を開設。4月10日まで、568名の避難者を受け入れる。これに伴い、例年行われていたⅡ期選抜合格発表、入学式、通常修業に支障が出た。
  - 5月 - 仮設校舎建設工事。
  - 8月 - 放射能汚染のため、グラウンド・テニスコートの表土除去工事が行われる。
- 2012年（平成24年）
  - 4月 - 文部科学省より、再びスーパーサイエンハイスクール（SSH）に指定される（第2期・5年間）。同時に、地域の科学の中核的拠点を担うコアSSHに3年間指定される。
  - 10月 - 東日本大震災で被災した第3・4棟の解体が完了。新校舎の建設が始まる。
- 2014年（平成26年）
  - 2月 - 大宰府天満宮（福岡県太宰府市）より、特別に梅の若木5本が寄贈される。内1本は、被災地復興の祈りを込めて、「福高の暁」と命名される。
  - 8月 - 新校舎完成。

## 歴代校長
| 代   |            | 就任年月             | 転退任年月           |
| ---- | ---------- | -------------------- | -------------------- |
| 初代 | 猪狩勝直   | 1898年(明治31年)4月  | 1900年(明治33年)4月  |
| 2代  | 土田忠二   | 1900年(明治33年)5月  | 1903年(明治36年)3月  |
| 3代  | 鐸木近吉   | 1903年(明治36年)9月  | 1907年(明治40年)3月  |
| 4代  | 二宮哲三   | 1907年(明治40年)3月  | 1907年(明治40年)7月  |
| 5代  | 桐谷文平   | 1907年(明治40年)9月  | 1914年(大正3年)9月   |
| 6代  | 西村岸太郎 | 1914年(大正3年)9月   | 1916年(大正5年)4月   |
| 7代  | 長岡恒喜   | 1916年(大正5年)4月   | 1922年(大正11年)5月  |
| 8代  | 添野信     | 1922年(大正11年)5月  | 1924年(大正13年)3月  |
| 9代  | 波岡茂輝   | 1924年(大正13年)3月  | 1929年(昭和 4年)6月  |
| 10代 | 一谷源八郎 | 1929年(昭和 4年)6月  | 1937年(昭和12年)4月  |
| 11代 | 小檜山久作 | 1937年(昭和12年)4月  | 1945年(昭和20年)8月  |
| 12代 | 幸野岩雄   | 1945年(昭和20年)8月  | 1952年(昭和27年)3月  |
| 13代 | 栗原茂     | 1952年(昭和27年)4月  | 1959年(昭和34年)3月  |
| 14代 | 佐藤広治   | 1959年(昭和34年)4月  | 1966年(昭和41年)3月  |
| 15代 | 大和田道隆 | 1966年(昭和41年)4月  | 1966年(昭和41年)11月 |
| 16代 | 古市正俊   | 1966年(昭和41年)12月 | 1967年(昭和42年)3月  |
| 17代 | 三本杉國雄 | 1967年(昭和42年)4月  | 1969年(昭和44年)10月 |
| 18代 | 池下泰弘   | 1969年(昭和44年)10月 | 1975年(昭和50年)3月  |
| 19代 | 山本敬二郎 | 1975年(昭和50年)4月  | 1980年(昭和55年)3月  |
| 20代 | 飯島護     | 1980年(昭和55年)4月  | 1984年(昭和59年)3月  |
| 21代 | 六角宏     | 1984年(昭和59年)4月  | 1987年(昭和62年)3月  |
| 22代 | 折笠常弘   | 1987年(昭和62年)4月  | 1989年(平成元年)3月  |
| 23代 | 早川俊一   | 1989年(平成元年)4月  | 1991年(平成3年)3月   |
| 24代 | 紺野勇     | 1991年(平成3年)4月   | 1993年(平成5年)3月   |
| 25代 | 砂子田敦博 | 1993年(平成5年)4月   | 1997年(平成9年)3月   |
| 26代 | 杉原陸夫   | 1997年(平成9年)4月   | 1997年(平成9年)6月   |
| 27代 | 高城俊春   | 1997年(平成9年)6月   | 2000年(平成12年)3月  |
| 28代 | 斎藤和也   | 2000年(平成12年)4月  | 2001年(平成13年)3月  |
| 29代 | 古市孝雄   | 2001年(平成13年)4月  | 2003年(平成15年)3月  |
| 30代 | 富田孝志   | 2003年(平成15年)4月  | 2004年(平成16年)3月  |
| 31代 | 星本文     | 2004年(平成16年)4月  | 2008年(平成20年)3月  |
| 32代 | 新井田大   | 2008年(平成20年)4月  | 2010年(平成22年)3月  |
| 33代 | 冨田昭夫   | 2010年(平成22年)4月  | 2012年(平成24年)3月  |
| 34代 | 本間稔     | 2012年(平成24年)4月  | 2014年(平成26年)3月  |
| 35代 | 田代公啓   | 2014年(平成26年)4月  | 2016年(平成28年)3月  |
| 36代 | 菅野誠     | 2016年(平成28年)4月  | 2018年(平成30年)3月  |
| 37代 | 竹田真二   | 2018年(平成30年)4月  | 2021年(令和3年)3月   |
| 38代 | 佐藤弘樹   | 2021年(令和3年)4月   | 2023年(令和5年)3月   |
| 39代 | 丹野純一   | 2023年(令和5年)4月   |                      |

## 交通
最寄りの鉄道駅
- JR東日本東北本線・奥羽本線・阿武隈急行「福島駅」より徒歩15分
- 福島交通飯坂線「美術館図書館前駅」より徒歩5分

最寄りのバス停
- 福島交通バス市内循環線2コース「福高前」下車　徒歩1分

## 学校行事
前期
- 4月 - 入学式、前期始業式、対面式、課題テスト、應援歌講習、梅桜戦（福島東高校との野球交流試合）
- 5月 - 壮行会
- 6月 - 前期中間考査、校内模試
- 7月 - 新体力テスト、スポーツ大会、夏季課外授業
- 8月 - 課題テスト、夏季休業（8月第3週まで）、梅苑祭（文化祭）
- 9月 - 前期期末考査、前期終業式

後期
- 10月 - 後期始業式、校内模試、2年研修旅行
- 11月 - 校内模試、1・2年後期中間考査、3年学年末考査
- 12月 - 冬季課外授業
- 1月 - 課題テスト
- 2月 - 1・2年学年末考査
- 3月 - 卒業式、歩こう会、後期終業式

部活動
運動部
- 野球部 - 1900年(明治33年)創部。1956年(昭和31年)全国高校野球選手権福島大会で優勝するも、東北大会で敗退し、甲子園出場を逃す。
- 陸上部 - 1914年(大正3年)徒歩部として発足。1924年(大正13年)競技部と改称し、その後陸上部となる。
- テニス部 - 1898年(明治31年)創部。1913年(大正2年)東北連合庭球大会・優勝。
- 水泳部 - 1927年(昭和2年)創部。
- バスケットボール部 - 1931年(昭和6年)創部。1948年(昭和23年)国民体育大会・三位入賞。
- ソフトテニス部
- 山岳部 - 1914年(大正3年)徒歩部として発足。1924年(大正13年)山岳スキー部と改称し、その後山岳部となる。
- 柔道部 - 1901年(明治34年)創部。
- 剣道部 - 1899年(明治32年)創部。1991年(平成3年)〜1993年(平成5年)全国高等学校総合体育大会に3年連続出場し、1993年(平成5年)は三位入賞。
- 卓球部
- バレーボール部
- ラグビー部 - アシックスカップ2015第2回全国高等学校7人制ラグビーフットボール大会出場
- アーチェリー部 - 1973年(昭和48年)創部。1992年(平成4年)全国高等学校総合体育大会・団体三位入賞。
- 弓道部 - 1902年(明治35年)創部。1929年(昭和4年)明治神宮大会に出場。
- バドミントン部
- ソフトボール部 - 1979年(昭和54年)創部。
- ゴルフ部
- ハンドボール部 - 昭和30年代、福島県高等学校体育大会で計7回優勝。
- サッカー部 - 1967年(昭和42年)創部。1993年(平成5年)全国高等学校総合体育大会出場。

文化部
- 文芸部 - 1900年(明治33年)創部。生徒会誌「しのぶ草」、機関誌「襤褸」を発行。
- 美術部 - 1929年(昭和4年)創部。
- 合唱部 - 1976年(昭和51年)全日本合唱コンクール・金賞受賞。
- 写真部
- 管弦楽部
- ジャズ研究部
- 将棋部 - 1975年(昭和50年)創部。2001年(平成13年)全国高等学校将棋選手権大会男子団体・五位入賞、2014年(平成26年)同大会出場。
- 囲碁部 - 1981年(昭和56年)同好会として発足し、1988年(昭和63年)に部昇格。2016年(平成28年)男女そろって全国高校囲碁選手権大会に出場。男子計18回、女子計5回出場。
- クイズ研究部 - 1994年(平成6年)発足。2019年(令和元年)全国高等学校クイズ選手権出場(計10回)。2021年(令和3年)東大王クイズ甲子園北海道・東北ブロック優勝・全国大会初出場。
- 書道部 - 2014年(平成26年)高円宮杯日本武道館書写書道大展覧会・日本武道館賞他受賞。
- SS部 - 2014年(平成26年)SSH全国生徒研究発表会・文部科学大臣賞受賞。

特殊部
- 梅章應援團
  - チアリーダー
  - 應援團
- JRC
- 図書部

その他
- 梅章委員会 - 2010年(平成22年)全国高等学校総合文化祭年間紙面審査・最優秀賞受賞、2012年(平成24年)同大会同審査・優秀賞受賞。
- 郵便友の会

廃部・休部
- 生物部 - 1980年(昭和55年)日本学生科学賞・優秀賞受賞。
- 地学部 - 1968年(昭和43年)全国学芸サイエンスコンクール・文部大臣賞受賞。

梅苑祭
2003年（平成15年）、2004年（平成16年）は行われなかったが（2003年は体育的行事、2004年は非公開の校内文化祭）、2005年から再び毎年公開で行われた。しかし震災の影響により2011年（平成23年）、2012年（平成24年）は非公開となった。2013年（平成25年）、2014年（平成26年）は制限付で公開された。
歩こう会
1975年(昭和50年)にスタートし、2018年（平成30年）で42回を数える。
課外授業
福島市は有力な予備校がないことから、福島高校では夏休み、冬休みに10日程度の課外授業を行っている。
男子シンクロ
非公式だが、1978年（昭和53年）福島女子高校(現橘高校)で日本最古の男子シンクロ公演の記録がある。記録は1992年（平成4年）以降の分が残る。

## 著名な出身者

### 政界
- 石原健太郎（中退）- 元衆議院議員・参議院議員
- 石原洋三郎 - 元衆議院議員・福島市議会議員・民主党福島県第1区総支部長
- 佐藤恒晴 - 元衆議院議員
- 羽田武嗣郎 - 元衆議院議員、羽田孜元首相の父、勲一等瑞宝章受章
- 八百板正 - 元衆議院議員・参議院議員、日本社会党副委員長、勲一等旭日大授章受賞
- 平沢勝栄 - 衆議院議員、元復興大臣
- 馬場雄基 - 衆議院議員
- 佐藤正久 - 参議院議員
- 三浦信祐 - 参議院議員、防衛大学校准教授
- 安岡正光 - 元山梨県知事
- 熊坂義裕 - 元宮古市市長
- 瀬戸孝則 - 元福島市市長
- 小林香 - 前福島市市長
- 阿部孝夫 - 元川崎市市長、個人情報保護委員会委員
- 須田博行 - 伊達市長

### 軍人・自衛官
- 長澤浩 - 海軍大佐、海将、第2代海上幕僚長
- 佐藤正久 - 一等陸佐、元自衛隊イラク派遣第一次復興業務支援隊長、参議院議員、

### 行政・法曹界
- 荒川敦 - 元滋賀県副知事、元石川県総務部長、消防防災科学センター理事長
- 石射猪太郎 - 元駐ビルマ大使、元外務省東亜局長
- 菊田豊 - 駐ブルネイ大使、元宮内庁侍従
- 野崎正剛 - 元大蔵省印刷局長、 元世界銀行東京事務所長
- 畠利行 - 元福島県副知事、福島県信用保証協会会長
- 出野勉 - 静岡県副知事、元富士山静岡空港社長
- 佐藤庄市郎 - 元最高裁判所判事、元第一東京弁護士会会長、勲一等瑞宝章受章
- 梅津和宏 - 元東京高等裁判所部総括判事、元札幌地方裁判所長、元法務省大阪法務局長
- 佐藤文俊 - 内閣官房副長官（事務）、元総務事務次官、地方公営企業等金融機構理事長
- 橘幸信 - 衆議院法制局長

### 経済界
- 味澤将宏 - フェイスブック日本法人代表取締役
- 板倉雄一郎 - ベンチャー経営者
- 伊藤秀二 - 元カルビー社長兼CEO、日本スナック・シリアルフーズ協会会長
- 後藤亘 - 元エフエム東京会長、元東京メトロポリタンテレビジョン（TOKYO MX）会長
- 佐藤篤二郎 - 九州電力の初代社長
- 佐藤航陽 - メタップス創業者
- 佐藤崇弘 - LITALICO創業者
- 信太明 - アウンコンサルティング創業者
- 高島英也 - 元サッポロビール社長、ビール酒造組合会長
- 服部元三 - 元川崎汽船社長
- 半沢正利 - 元三菱アルミニウム社長、元日本アルミニウム協会副会長
- 樋口康二郎 - 東北電力社長、電気事業連合会副会長

### 学術・学界
- 渡辺万次郎 - 元秋田大学学長、金属鉱床学者
- 朝倉利光 - 元北海学園大学学長、北海道大学名誉教授、瑞宝中綬章・紫綬褒章受章、光学
- 斎藤勇 - 元東京女子大学学長、東京帝国大学名誉教授、英文学者、文化功労者、英語成績優秀な卒業生に『斎藤英語賞』が贈られる
- 秋葉英則 -元大阪健康福祉短期大学学長、大阪教育大学名誉教授、教育心理学
- 斎藤達雄 - 東北大学名誉教授、医学
- 村岡勇 - 東北大学名誉教授、文学
- 中野目徹 - 筑波大学人文文化学群教授、日本近代史専攻
- 大橋靖雄 - 東京大学名誉教授、統計学
- 齊藤宏明 - 東京大学教授、北太平洋海洋科学機構科学評議会議長
- 菅野和夫 - 東京大学名誉教授、元中央労働委員会会長、法学
- 高橋哲哉 - 東京大学名誉教授、哲学者
- 阿部泰隆 - 神戸大学名誉教授・中央大学教授、法学者
- 岡本敏明 - 国立音楽大学名誉教授、元文化庁芸術祭委員、どじょっこふなっこ作曲家
- 高橋文二 - 駒澤大学名誉教授、文学
- 野木村忠邦 - 日本大学教授、法学
- 安在邦夫 - 早稲田大学名誉教授、歴史学者
- 浅野豊美 - 早稲田大学教授、国際政治学者・歴史学者
- 甚野尚志 - 早稲田大学教授、西洋史
- 萩原伸次郎 - 横浜国立大学名誉教授、経済学者
- 山野目章夫 - 早稲田大学教授、法学者
- 菊池一隆 - 愛知学院大学教授、歴史学者（東洋史）
- 工藤精一郎 - 元関西大学教授、文学

### 芸能・スポーツ界
- 中潟憲雄 - ゲームミュージック作曲家、ゲームクリエイター。元ナムコ、有限会社デジフロイド代表取締役
- 大友良英 - アーティスト、NHK連続テレビ小説『あまちゃん』音楽担当
- 佐藤B作 - 俳優、タレント
- 高橋まこと - 元BOØWY
- 遠藤ミチロウ - ザ・スターリン
- 引地洋輔 - RAG FAIR
- 梅沢富美男（中退） - 俳優、歌手
- 根本豊（退学のち復学転校） - 俳優、演出家
- ゴージャス松野 - プロレスラー、ホスト、タレント
- 神尾佑 - 俳優
- 鈴木哲 - 元プロ野球選手（西武ライオンズ）
- 斎藤智也 ｰ 高校野球指導者
- 丹治匠 - アニメ『君の名は。』美術監督
- 原田悟 - 警察官(警視庁)・2005年度全日本剣道選手権大会優勝者
- 山下潤 - 陸上競技選手

### 文化界
- 吉井忠 - 洋画家、元日本美術会代表
- 舘井啓明 - 洋画家
- 長田弘 - 詩人、桑原武夫学芸賞・講談社出版文化賞・毎日出版文化賞・三好達治賞受賞
- 和合亮一 - 詩人、中原中也賞・晩翠賞受賞、フランス文学賞(ニュンク・レビュー・ポエトリー賞)受賞
- 本田一弘 - 歌人、日本歌人クラブ新人賞・寺山修司短歌賞受賞
- 堀切克洋 - 俳人、北斗賞・俳人協会新鋭評論賞大賞・石田波郷新人賞奨励賞受賞
- 愛川晶 - 小説家、鮎川哲也賞受賞[4]
- 佐藤巖太郎 - 小説家、本屋が選ぶ時代小説大賞受賞
- 宍戸左行 - 漫画家
- 長尾三郎 (作家) - ノンフィクション作家
- 風野真知雄 - 小説家

### マスコミ界
- 岩間芳樹 - 脚本家、エミー賞・向田邦子賞受賞
- 小山田満月 - 放送作家、脚本家
- 尾形杏奈 - アナウンサー
- 千葉茂樹 - 映画監督、脚本家、日本映画大学特任教授
- 星浩 - NEWS23キャスター、元朝日新聞編集委員
- 佐藤泉 - アナウンサー
- 佐久間知樹 - NHKアナウンサー
- 中野淳 - アナウンサー

### その他
- 大高正人 - 建築家、芸術選奨文部大臣賞受賞、旭日中綬章・紫綬褒章受章
- 高野友和 - 調教師
- 加藤英幸 - ヤクザ、住吉会渉外委員長、住吉会幸平一家総長